# OpenStack

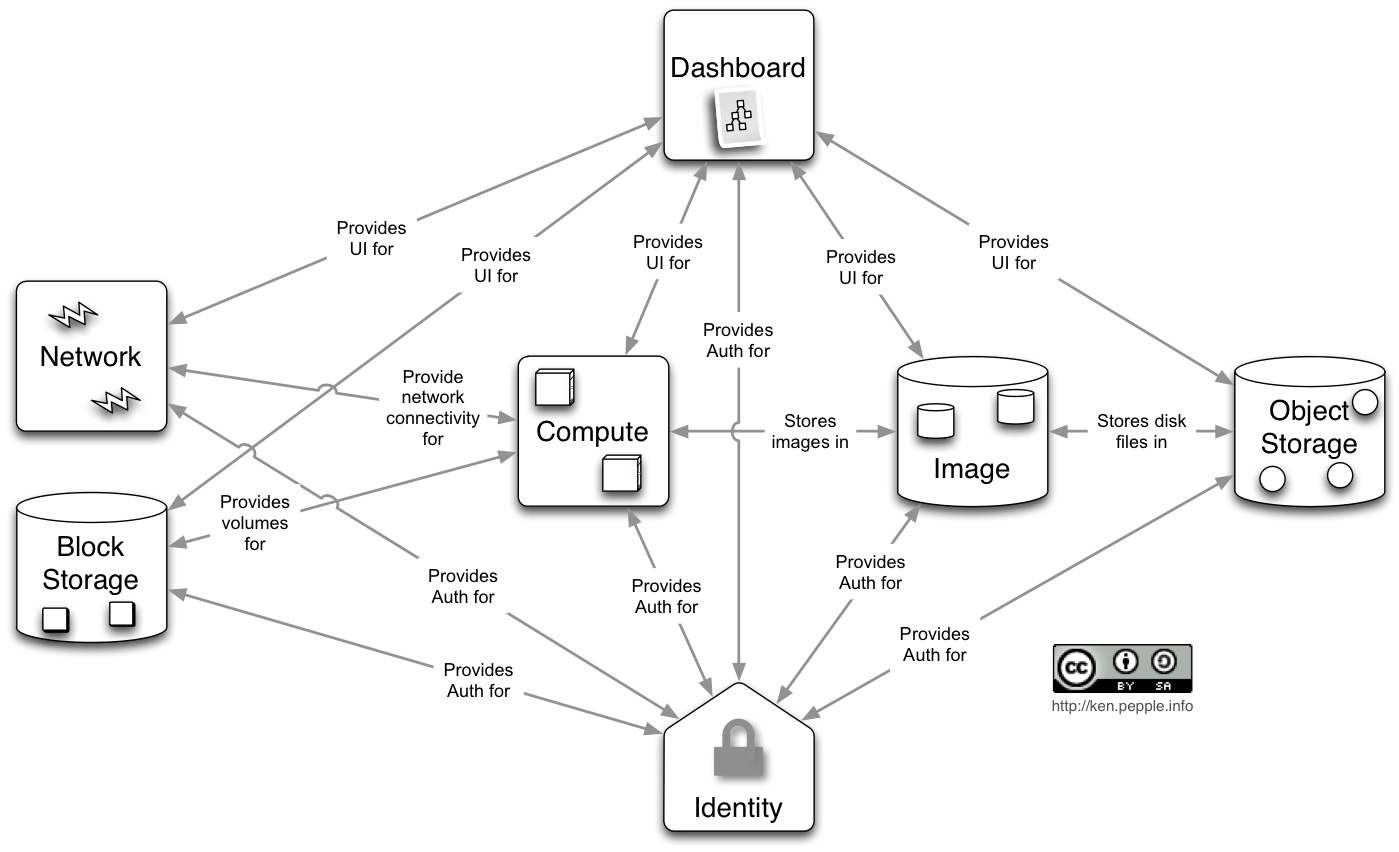
Arquitectura

OpenStack es un proyecto de computación en la nube para proporcionar una infraestructura como servicio (IaaS).
Es un software libre y de código abierto distribuido bajo los términos de la licencia Apache. El proyecto está gestionado por la Fundación OpenStack, una persona jurídica sin fines de lucro creada en septiembre de 2012 para promover el software OpenStack y su comunidad.

## Descripción
Más de 200 empresas se unieron al proyecto entre las que destacan Huawei, AMD, Avaya, Brocade Communications Systems, Canonical, Cisco, Dell, Ericsson, Groupe Bull, HP, IBM, InkTank, Intel, NEC, Rackspace Hosting, Red Hat, OVH, SUSE Linux, VMware y Yahoo!.
La tecnología consiste en una serie de proyectos relacionados entre sí que controlan estanques de control de procesamiento, almacenamiento y recursos de red a través de un centro de datos, todos administrados a través de un panel de control que permite a los administradores controlar mientras potencia a sus usuarios proveyendo los recursos a través de una interfaz web.
La comunidad OpenStack colabora en torno a un ciclo de lanzamiento con hitos de desarrollo de frecuencia semestral. Durante la fase de planificación de cada lanzamiento, la comunidad se reúne para la Cumbre de Diseño OpenStack para facilitar sesiones de trabajo para desarrolladores y armar planes a futuro.

## Componentes

OpenStack tiene una arquitectura modular con varios nombres para sus componentes.

### Compute (Nova)
OpenStack Compute (Nova) es un controlador de estructura cloud computing, que es la parte principal de un sistema de IaaS. Está diseñado para gestionar y automatizar los pools de los recursos del equipo y puede trabajar con tecnologías ampliamente disponibles de virtualización. KVM y Xen son las opciones disponibles para la tecnología de hipervisor, junto con la tecnología Hyper-V, la tecnología vSphere de VMware y la tecnología de contenedores Linux como LXC.
Está escrito en Python y usa muchas bibliotecas externas, como Eventlet (para la programación concurrente), Kombu (para la comunicación AMQP) y SQLAlchemy (para acceder a la base de datos). La arquitectura de Compute está diseñado para escalar horizontalmente en hardware estándar, sin requisitos de hardware o software propietarios, y proporcionar la capacidad de integración con sistemas legados y tecnologías de terceros.

### Object Storage (Swift)
OpenStack Object Storage (Swift) es un sistema de almacenamiento redundante y escalable. Los objetos y los archivos se escriben en varias unidades de disco repartidos por los servidores del centro de datos, con el software OpenStack responsable de asegurar la replicación y la integridad de los datos en el clúster. Agrupaciones de almacenamiento escalar horizontalmente simplemente añadiendo nuevos servidores. En caso de que un servidor o disco duro falla, OpenStack replica su contenido desde otros nodos activos a nuevas ubicaciones en el clúster. Debido a que OpenStack utiliza la lógica del software para asegurar la replicación de datos y la distribución a través de diferentes dispositivos, discos duros y servidores de bajo costo pueden ser utilizados.
En agosto de 2009, Rackspace comenzó el desarrollo del precursor de OpenStack Object Storage, como un reemplazo completo para el producto Cloud Files. El equipo de desarrollo inicial consistió en nueve desarrolladores. SwiftStack, una compañía de software de almacenamiento de objetos, es actualmente el líder en el desarrollo de Swift.

### Block Storage (Cinder)
OpenStack Block Storage (Cinder) proporciona dispositivos de almacenamiento a nivel de bloque persistentes para usar con instancias de OpenStack Compute. El sistema de almacenamiento de bloques gestiona la creación, aplicación y el desprendimiento de los dispositivos de bloque a los servidores. Volúmenes de almacenamiento de bloque se integran plenamente en OpenStack Compute y el Dashboard que permite a los usuarios en la nube gestionar sus propias necesidades de almacenamiento. Además del almacenamiento del servidor local de Linux, puede utilizar las plataformas de almacenamiento incluyendo Ceph, CloudByte, Coraid, EMC (VMAX y VNX), GlusterFS, Hitachi Data Systems, IBM Storage (familia Storwize, controlador de volumen SAN, XIV Storage System, y GPFS) , Linux LIO, NetApp, Nexenta, Scality, SolidFire, HP (StoreVirtual y 3PAR StoreServ familias) y almacenamiento puro. El almacenamiento de bloques es apropiado para escenarios donde el rendimiento es sensible, tales como el almacenamiento de base de datos, sistemas de archivos expandibles, o la prestación de un servidor con acceso al almacenamiento a nivel de bloque en bruto. La gestión Snapshot ofrece una potente funcionalidad para realizar copias de seguridad de los datos guardados en volúmenes de almacenamiento en bloque. Las instantáneas pueden restaurarse y utilizarse para crear nuevos volúmenes de almacenamiento en bloque.

### Networking (Neutron)
OpenStack Networking (Neutron, anteriormente Quantum) es un sistema para la gestión de redes y direcciones IP. Asegura que la red no presente el problema del cuello de botella o el factor limitante en un despliegue en la nube y ofrece a los usuarios un autoservicio real, incluso a través de sus configuraciones de red.
OpenStack Networking proporciona modelos de redes para diferentes aplicaciones o grupos de usuarios. Los modelos estándar incluyen redes planas o VLAN para la separación de los servidores y el tráfico. Gestiona las direcciones IP, lo que permite direcciones IP estáticas o DHCP reservados. Direcciones IP flotantes permiten que el tráfico se redirija dinámicamente a cualquiera de sus recursos informáticos, que permite redirigir el tráfico durante el mantenimiento o en caso de fracaso. Los usuarios pueden crear sus propias redes, controlar el tráfico y conectar los servidores y los dispositivos a una o más redes. Los administradores pueden aprovechar las redes definidas por software de tecnología (SDN) como OpenFlow para permitir altos niveles de multiempresa y escala masiva. OpenStack Networking tiene un marco que permite la extensión de servicios de red adicionales, como los sistemas de detección de intrusos (IDS), balanceo de carga, cortafuegos y redes privadas virtuales (VPN) para ser implementada y administrada.

### Dashboard (Horizon)
El Dashboard de OpenStack (Horizon) proporciona a los administradores y usuarios una interfaz gráfica para el acceso, la provisión y automatización de los recursos basados en la nube. El diseño permite que los productos y servicios de terceros, tales como la facturación, el monitoreo y las herramientas de gestión adicionales. El Dashboard es sólo una forma de interactuar con los recursos de OpenStack. Los desarrolladores pueden automatizar el acceso o construir herramientas para gestionar sus recursos mediante la API nativa de OpenStack o la API de compatibilidad EC2.

### Servicio de Identidad (Keystone)
El servicio de Identidad de OpenStack (Keystone) ofrece un directorio central de usuarios asignados a los servicios de OpenStack que pueden acceder. Actúa como un sistema de autenticación común en todo el sistema operativo para la nube y se puede integrar con los servicios de directorio backend existentes como LDAP. Es compatible con múltiples formas de autenticación, incluyendo nombre de usuario y contraseña de credenciales estándar, sistemas basados en tokens e inicios de sesión (login) de estilo AWS (es decir, Amazon Web Services). Además, el catálogo incluye una lista consultable de todos los servicios existentes en la OpenStack cloud, en un solo registro. Los usuarios y las herramientas de terceros mediante programación pueden determinar qué recursos pueden acceder.

### Servicio de Imagen (Glance)
El servicio de imagen de OpenStack (Glance) proporciona servicios de descubrimiento, de inscripción y de entrega de los discos y del servidor de imágenes. Las imágenes almacenadas se pueden utilizar como una plantilla. También se puede utilizar para almacenar y catalogar un número ilimitado de copias de seguridad. El servicio de imagen puede almacenar imágenes de disco y de servidores en una variedad de back-ends, incluyendo OpenStack Object Storage. La API de servicios de imagen proporciona una interfaz REST estándar para consultar información sobre las imágenes de disco y permite a los clientes transmitir las imágenes a nuevos servidores.

### Telemetría (Ceilometer)
El servicio de Telemetría de OpenStack (Ceilometer) proporciona un único punto de contacto para los sistemas de facturación, proporcionando todos los contadores que se necesitan para establecer la facturación del cliente, a través de todos los componentes actuales y futuras de OpenStack. La entrega de los contadores es trazable y auditable, los contadores deben ser fácilmente extensible para apoyar nuevos proyectos, y los agentes que realizan las colecciones de datos deben ser independientes de todo el sistema.

### Orquestación (Heat)
Heat es un servicio para orquestar múltiples aplicaciones compuestas en la nube utilizando plantillas, tanto a través de una API REST OpenStack nativa y una API de consultas compatibles con CloudFormation.

### Base de datos (Trove)
Trove es una base de datos que funciona como un servicio de aprovisionamiento de motores de bases de datos relacionales y no relacionales.

### Bare metal (Ironic)
Ironic es un programa integrado de OpenStack que permite el aprovisionamiento de máquinas físicas en lugar de máquinas virtuales. Se define como una API de hipervisor que interactúa directamente con el hipervisor del servidor físico.

### Almacenamiento seguro (Barbican)
Barbican es una API REST diseñada para el almacenamiento seguro, el aprovisionamiento y la gestión de secretos como contraseñas, claves de cifrado y certificados X.509

## Historia de Versiones
| Nombre de la Versión | Fecha de la Versión      | Códigos de los componentes incluidos | Notas                          |
| -------------------- | ------------------------ | --- | ------------------------------ |
| Austin               | 21 de octubre de 2010    | Nova, Swift |                                |
| Bexar                | 3 de febrero de 2011     | Nova, Glance, Swift |                                |
| Cactus               | 15 de abril de 2011      | Nova, Glance, Swift |                                |
| Diablo               | 22 de septiembre de 2011 | Nova, Glance, Swift |                                |
| Essex                | 5 de abril de 2012       | Nova, Glance, Swift, Horizon, Keystone |                                |
| Folsom               | 27 de septiembre de 2012 | Nova, Glance, Swift, Horizon, Keystone, Quantum, Cinder | Openstack Folsom Architecture  |
| Grizzly              | 4 de abril de 2013       | Nova, Glance, Swift, Horizon, Keystone, Quantum, Cinder | Openstack Grizzly Architecture |
| Havana               | 17 de octubre de 2013    | Nova, Glance, Swift, Horizon, Keystone, Neutron, Cinder, Heat, Ceilometer | Havana Release Notes           |
| Icehouse             | 17 de abril de 2014      | Nova, Glance, Swift, Horizon, Keystone, Neutron, Cinder, Heat, Ceilometer, Trove | Icehouse Release Notes         |
| Juno                 | 16 de octubre de 2014    | Nova, Glance, Swift, Horizon, Keystone, Neutron, Cinder, Heat, Ceilometer, Trove, Sahara | Juno Release Notes             |
| Kilo                 | 30 de abril de 2015      | Nova, Glance, Swift, Horizon, Keystone, Neutron, Cinder, Heat, Ceilometer, Trove, Sahara, Ironic | Kilo Release Notes             |
| Liberty              | 16 de octubre de 2015    | Nova, Glance, Swift, Horizon, Keystone, Neutron, Cinder, Heat, Ceilometer, Trove, Sahara, Ironic, Zaqar, Manila, Designate, Barbican | Liberty Release Notes          |
| Mitaka               | 7 de abril de 2016       | Nova, Glance, Swift, Horizon, Keystone, Neutron, Cinder, Heat, Ceilometer, Trove, Sahara, Ironic, Zaqar, Manila, Designate, Barbican | Mitaka Release Notes           |
| Newton               | 6 de octubre de 2016     | Nova, Glance, Swift, Horizon, Keystone, Neutron, Cinder, Heat, Ceilometer, Trove, Sahara, Ironic, Zaqar, Manila, Designate, Barbican, Searchlight, Magnum, aodh, cloudkitty, congress, freezer, mistral, monasca-api, monasca-log-api, murano, panko, senlin, solum, tacker, vitrage, watcher | Newton Release Notes           |
| Ocata                | 22 de febrero de 2017    | Nova, Glance, Swift, Horizon, Keystone, Neutron, Cinder, Heat, Ceilometer, Trove, Sahara, Ironic, Zaqar, Manila, Designate, Barbican, Searchlight, Magnum, aodh, cloudkitty, congress, freezer, mistral, monasca-api, monasca-log-api, murano, panko, senlin, solum, tacker, vitrage, watcher | Newton Release Notes           |
| Pike                 | 30 de agosto de 2017     | Nova, Glance, Swift, Horizon, Keystone, Neutron, Cinder, Heat, Ceilometer, Trove, Sahara, Ironic, Zaqar, Manila, Designate, Barbican, Searchlight, Magnum, aodh, cloudkitty, congress, freezer, mistral, monasca-api, monasca-log-api, murano, panko, senlin, solum, tacker, vitrage, Watcher | Pike Release Notes             |
| Queens               | 28 de febrero de 2018    | Nova, Glance, Swift, Horizon, Keystone, Neutron, Cinder, Heat, Ceilometer, Trove, Sahara, Ironic, Zaqar, Manila, Designate, Barbican, Searchlight, Magnum, aodh, cloudkitty, congress, freezer, mistral, monasca-api, monasca-log-api, murano, panko, senlin, solum, tacker, vitrage, Watcher, blazar, ceilometer-powervm, karbor, octavia, storlets, tricircle, zun                                                                    |                                |
| Rocky                | 30 de agosto de 2018     | Nova, Glance, Swift, Horizon, Keystone, Neutron, Cinder, Heat, Ceilometer, Trove, Sahara, Ironic, Zaqar, Manila, Designate, Barbican, Searchlight, Magnum, aodh, cloudkitty, congress, freezer, mistral, monasca-api, monasca-log-api, murano, panko, senlin, solum, tacker, vitrage, Watcher, blazar, ceilometer-powervm, karbor, octavia, storlets, tricircle, zun, Cyborg, ec2-api, Masakari, Qinling                                |                                |
| Stein                | 10 de abril de 2019      | Nova, Glance, Swift, Horizon, Keystone, Neutron, Cinder, Heat, Ceilometer, Trove, Sahara, Ironic, Zaqar, Manila, Designate, Barbican, Searchlight, Magnum, aodh, cloudkitty, congress, freezer, mistral, monasca-api, monasca-log-api, murano, panko, senlin, solum, tacker, vitrage, Watcher, blazar, ceilometer-powervm, karbor, octavia, storlets, tricircle, zun, Cyborg, ec2-api, Masakari, Qinling, monasca-events-api, placement |                                |
| Train                | 16 de octubre de 2019    | Nova, Glance, Swift, Horizon, Keystone, Neutron, Cinder, Heat, Ceilometer, Trove, Sahara, Ironic, Zaqar, Manila, Designate, Barbican, Searchlight, Magnum, aodh, cloudkitty, congress, freezer, mistral, monasca-api, monasca-log-api, murano, panko, senlin, solum, tacker, vitrage, Watcher, blazar, ceilometer-powervm, karbor, octavia, storlets, tricircle, zun, Cyborg, ec2-api, Masakari, Qinling, monasca-events-api, placement |                                |
| Ussuri               | 13 de mayo de 2020       | Nova, Glance, Swift, Horizon, Keystone, Neutron, Cinder, Heat, Ceilometer, Trove, Sahara, Ironic, Zaqar, Manila, Designate, Barbican, Searchlight, Magnum, aodh, cloudkitty, congress, freezer, mistral, monasca-api, murano, panko, senlin, solum, tacker, vitrage, Watcher, blazar, karbor, octavia, storlets, tricircle, zun, Cyborg, ec2-api, Masakari, Qinling, monasca-events-api, placement, adjutant                            |                                |
| Wallaby              | 14 de abril de 2021      | Nova, Glance, Swift, Horizon, Keystone, Neutron, Cinder, Heat, Ceilometer, Trove, Sahara, Ironic, Zaqar, Manila, Designate, Barbican, Magnum, aodh, cloudkitty, freezer, mistral, monasca-api, murano, panko, senlin, solum, tacker, vitrage, Watcher, blazar, octavia, storlets, zun, Cyborg, ec2-api, Masakari, monasca-events-api, placement, adjutant                                                                               |                                |

## Distribuciones
- Bright Computing[29]
- Canonical (Ubuntu)
- HPE
- IBM
- Mirantis
- Oracle OpenStack for Oracle Linux, or O3L[30]
- Oracle OpenStack for Oracle Solaris
- Red Hat
- Stratoscale
- SUSE
- VMware Integrated OpenStack (VIO)[31]
- Whitecloud (Distribución para Telco & Empresas, enfocada en mercados Latinoamericanos)